# Leopold al II-lea, Margraf al Austriei

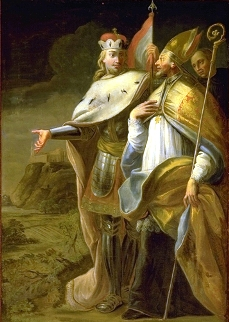
Margraful Leopold al II-lea (stânga), frescă din Mănăstirea Melk

Leopold al II-lea, numit și Liutpold, supranumit cel Frumos (n. 1050 – d. 12 octombrie 1095, Gars am Kamp⁠(d), Austria Inferioară, Austria), aparținând Casei de Babenberg, a fost margraf al Austriei între 1075 și 1095. În Controversa pentru învestitură el a fost susținătorul reformelor gregoriene, susținător al antiregilor care se opuneau împăratului Henric al IV-lea (d. 1106) și protector al episcopului Altmann de Passau care a jucat un rol esențial în reformarea mănăstirilor.  

## Origine
Leopold al II-lea provenea din dinastia margrafilor Austriei care conduseră Marca Bavariei începând din anul 976, descendenți ai Luitpoldingilor (duci de Bavaria între 908 și 989) care au fost numiți Babenbergi mult timp după dispariția lor. Leopold a fost fiul cel mare al margrafului Ernest de Babenberg și al soției sale, Adelaida din Casa de Wettin (d. 1071), o fiică a lui Dedi I de Meissen, margraf de Luzacia și Turingia (d. 1075).

## Biografie
Leopold al II-lea i-a succedat tatălui său Ernest ca margraf al Austriei în 1075, anul în care a izbucnit un conflict deschis în Controversa pentru învestitură între regele Henric al IV-lea, care era coregent din 1053, iar din 1056 rege romano-german.

### Relațiile cu regele Henric al IV-lea
Leopold al II-lea s-a aflat inițial în relații foarte bune cu regele Henric al IV-lea care a fost destituit și excomunicat de papa Grigore al VII-lea în 1076. Chiar și după episodul numit de istorie „Penitența de la Canossa” (decembrie 1076 – ianuarie 1077) Leopold al II-lea a fost prezent la curtea lui Henric.
Curând a apărut însă o ruptură între cei doi, deoarece margraful Leopold a fost unul dintre promotorii mișcării de reformare a bisericii din secolul al XI-lea fiind strâns legat de Altmann, episcop de Passau între 1065 și 1091, cel mai important susținător al papei dintre episcopii germani. Disputa nu s-a limitat la chestiuni bilaterale, ci a avut consecințe politice, deoarece după ridicarea excomunicării lui Henric, mulți prinți germani doreau în continuare ca regele să fie destituit și un succesor să fie ales ceea ce se întâmplase deja la adunarea prinților oponenți de la Forchheim unde Rudolf de Rheinfelden fusese ales antirege pe 15 martie 1077. Relația lui Leopold cu regele Henric s-a deteriorat treptat până în 1078 când Altmann de Passau, care fusese expulzat din orașul său episcopal de către rege, s-a refugiat și a găsit sprijin în Margrafiatul Austria, care aparținea diocezei sale și unde eparhia lui avea vaste posesiuni.
Ca urmare, Leopold a renunțat să-l susțină pe regele Henric al IV-lea care a invadat în 1079 Margrafiatul Austria pentru a-l forța pe Leopold să se supună. După ce antiregele Rudolf de Reinfelden a murit în lupta împotriva regelui Henric în 1080, contele Herman de Salm a fost ales antirege în 1081. Margraful Leopold a fost de partea acestuia, renunțând public la susținerea regelui Henric la o adunare în orașul Tulln în vara anului 1081, trecând de partea papei și oferind ajutor militar episcopului Altmann, care îndeplinea și funcția de legat papal. Leopold a trecut repede la fapte și l-a însoțit pe antiregele Herman de Salm la Augsburg.
Această a doua afirmare a schimării poziției față de Henric al IV-lea nu a fost lipsită de consecințe, deoarece regele, care se afla la acea vreme în Italia, l-a destituit pe Leopold și a dat margrafiatul Austriei susținătorului său loial Vratislav al II-lea, ducele Boemiei. Când Vratislav a încercat să ia în stăpânire teritoriul prin forță militară, margraful Leopold i s-a opus, dar pe 12 mai 1082 în Bătălia de la Mailberg austriecii au suferit o înfrângere devastatoare, din această confruntare scăpând cu viață doar margraful Leopold și câțiva cavaleri. Nordul margrafiatului a fost devastat de soldații boemi și apoi de foamete. O fâșie din teritoriul de la nord de râul Thaya a fost pierdută, iar granița cu Moravia a fost fixată pentru o lungă perioadă de timp.
În ciuda destituirii și înfrângerii militare, Leopold a reușit să-și păstreze margrafiatul, însă după eșecul suferit el nu a mai luat parte la acțiuni militare împotriva lui Henric al IV-lea.
Relațiile cu ducele Vratislav al II-lea s-au normalizat, deoarece în cele din urmă acesta nu a primit nici Margrafiatul Austria, nici Marca de Meissen promisă lui de Henric al IV-lea, fiind recompensat ulterior cu tronul Boemiei în 1086. Relația cu Boemia a fost consolidată în 1100 prin căsătoria fiicei lui Leopold, Gerberga, cu Bořivoj al II-lea al Boemiei (d. 1124), fiul regelui Vratislav al II-lea.

### Influența episcopului Altmann de Passau
Prietenia lui Leopold cu episcopul Altmann de Passau a avut o mare influență asupra bisericii austriece, acesta fiind foarte activ în punerea în practică a Reformei gregoriene, în primul rând în lupta împotriva „bisericilor independente” (construite pe terenul aparținând nobililor deci aflate în proprietatea privată a laicilor) și împotriva căsătoriei clericilor. El a reformat mănăstirea Kremsmünster⁠(d) din episcopia Passau, care exista încă din 777, în direcția reducerii amestecului laicilor în biserică.
Leopold a reformat mănăstirile Sf. Florian și Sf. Pölten din episcopia Passau, Mănăstirea Melk, numeroase biserici independente au fost desființate și au fost construite noi biserici din piatră. Este posibil ca unele dintre proprietățile bisericii să fi fost donate margrafului Leopold al II-lea ca mulțumire pentru sprijinul său, deoarece fiul său, margraful Leopold al III-lea, care a fost ulterior canonizat, le-a returnat  proprietarului de drept. Influența episcopului Altmann asupra lui Leopold al II-lea a fost uneori atât de mare încât era numit „conducătorul” margrafului.

### Ultimii ani
În margrafiatul lui Leopold existau numeroase zone care nu erau sub controlul său fiind subordonate direct regelui sau eparhiilor, episcopiilor, mănăstirilor ori familiilor nobiliare bavareze. Cea mai importantă dintre acestea era așezarea Tulln an der Donau, domeniu regal încă din perioada carolingiană numit deja „civitas” în secolul al XI-lea, care nu avea înțelesul unui „oraș” de astăzi. În calitate de funcționar regal, Leopold putea folosi astfel de domenii regale ca loc pentru adunări ca cea din 1081 menționată mai sus, dar nu erau potrivite ca reședințe permanente.
Reședința margrafului Leopold al II-lea nu a fost Viena deoarece zona respectivă era deținută încă de conții de Formbach ajungând, o generație mai târziu, în posesia lui Leopold al III-lea, fiul și succesorul lui Leopold al II-lea. La fel ca strămoșii săi, Leopold al II-lea a rezidat în castelul Melk care apare în documente încă din 831 și este menționat în Cântecul Nibelungilor (Nibelungenlied) ca Medelike. Castelul, situat în valea Wachau pe Dunăre, a fost „dobândit” de margraful Leopold I prin alungarea fostului proprietar, contele Sizzo (Sieghard al IV-lea) din familia Siegharding. Mai târziu Leopold al II-lea și-a mutat reședința la castelul Gars am Kamp⁠(d) care avea importanță strategică pentru asigurarea graniței împotriva atacurilor Boemiei. Momentul exact al acestei schimbări nu este cunoscut, dar poate fi stabilit prin corelare cu faptul că Leopold al II-lea a cedat Castelul Melk ordinului benedictin în 1089.
Leopold al II-lea a murit pe 12 octombrie 1095 probabil în castelul Gars am Kamp. Locul unde a fost înmormântat Leopold este controversat. O notă scrisă de mână din secolul al XII-lea datând de la sfințirea capelei castelului, dedicată Sfântului Pangratie, este menționat un altar unde se păstrează moaștele margrafului Leopold, dar nu este clar dacă este vorba despre sicriul, osemintele sau alte obiecte sacre din proprietatea margrafului. Pe de altă parte Mănăstirea Melk ar putea fi luată în considerare ca loc de înmormântare, deoarece mănăstirile erau de cele mai multe ori alese în acest scop și nu castelele. Totuși, examinarea osemintelor din Mănăstirea Melk în 1968 nu a găsit niciun indiciu că Leopold al II-lea ar fi fost înmormântat acolo.

## Căsătorie și descendenți
Leopold al II-lea a fost căsătorit cu Ida, a cărei origine nu este exact stabilită, dar care provenea probabil din casa conților de Formbach (din districtul imperial Passau) care erau loiali papei. Înainte de căsătoria ei cu Leopold al II-lea este posibil ca ea să fi fost căsătorită cu Haderich de Schwarzenburg din Palatinatul Superior. Ida s-a alăturat ducilor Welf al IV-lea al Bavariei (d. 1101) și Wilhelm al IX-lea de Aquitania, (d. 1126) luând parte la Cruciada din 1101, în care a murit, fiind una dintre primele femei cruciate.
Din căsătoria lui Leopold cu Ida au rezultat șapte copii:
- Adelaida (d. 14 iunie după 1120) căsătorită în jurul anului 1120 cu Dietrich al II-lea, conte de Formbach (d. 1145);
- Elisabeta (d. 10 octombrie 1107) căsătorită cu margraful Ottokar al II-lea al Stiriei (d. 1122);[7]
- Gerberga (d. 13 iulie 1142) căsătorită cu ducele Bořivoj al II-lea al Boemiei;[7]
- Leopold al III-lea, supranumit cel Pios, margraf al Austriei din 1095 până în 1136 (d. 15 noiembrie 1136);
- Ida căsătorită cu Luitpold al Moraviei, fiul ducelui Conrad I al Boemiei;[7]
- Eufemia (d. 16 mai ?) căsătorită cu Conrad I, conte de Peilstein (d. 1168);
- Sofia (d. 2 mai 1154) căsătorită cu Henric al III-lea de Eppenstein, duce al Carintiei (d. 1122) și apoi în c. 1123 cu Sieghard al X-lea, conte de Burghausen și Schala (Tengling) (d. 19 aprilie 1142).[15]

## Concluzii
Sub Leopold al II-lea, margrafiatul Austriei a crescut ca importanță în imperiu datorită Controversei pentru învestitură în care a fost implicat Leopold. Aceasta a reprezentat un pas în calea formării „țării” Austria și către suveranitatea acestui teritoriu. În acest sens, de mare importanță au fost și relațiile pe care Leopold le-a stabilit, în principal de natură familială, cu personalități ecleziastice și laice, ca și cu rudele saxone ale mamei sale, precum familiile Formbach-Ratelnberger și Traungauer, care dețineau proprietăți considerabile în margrafiat, dar și relațiile cu Welfii. Acestea au fost întărite prin căsătoriile copiilor săi. Leopold a deschis calea fiului său, margraful Leopold al III-lea pentru a progresa în continuare.